# Detour Island
Detour Island (von englisch detour ‚Umleitung, Umweg‘) ist eine Insel des Wilhelm-Archipels vor der Westküste des Grahamlands auf der Antarktischen Halbinsel. Sie liegt 4 km westlich des False Cape Renard auf der Westseite des Lemaire-Kanals.
Teilnehmer der Vierten Französischen Antarktisexpedition (1903–1905) unter der Leitung des Polarforschers Jean-Baptiste Charcot kartierten sie. Das UK Antarctic Place-Names Committee benannte die Insel 1959 so, da sie nahe der Schiffspassage westlich der Booth-Insel liegt, die eine alternative Route ist für den Fall, dass der Lemaire-Kanal von Meereis blockiert ist.